# Patrick Iyambo
Patrick Israel Yalombweleni Iyambo (1939 en Uukwalumbe, Ongandjera - 25 de julio de 1991) conocido cariñosamente como Lungada, fue un icono de la lucha armada de liberación de Namibia y combatiente de la primera batalla de la  Guerra de Independencia de Namibia que tuvo lugar en Ongulumbashe (Omugulugombashe), en la sección norte de  África Sudoccidental, en un ataque contra el «Ejército Popular de Liberación de Namibia» (PLAN), el brazo armado de la  Organización Popular de África Sudoccidental (SWAPO), el 26 de agosto de 1966. La Guerra de Independencia, parte de la gran Guerra de la Frontera Sudafricana, que incluía la lucha con soldados de Angola, continuaría hasta 1989. El 26 de agosto se celebra en la actualidad el «Día de los Héroes».

## Honores
La Escuela de Policía de Israel Patrick Iyambo es una institución de formación policial que lleva el nombre de Patrick Iyambo. Fue uno de los combatientes del PLAN que participó en la primera batalla con las entonces fuerzas de ocupación sudafricanas en Namibia el 26 de agosto de 1966 en un lugar llamado Omugulugwombashe en el norte de Namibia.
El difunto Lunganda fue nombrado como el primer comandante de la unidad de la «División de Protección de Personalidades» en una Namibia independiente en el año 1990.